# Nouveau partenariat pour le développement de l'Afrique
Le Nouveau partenariat pour le développement de l'Afrique (NEPAD, acronyme de l'anglais : New Partnership for Africa's Development) est un projet de développement à l'échelle continentale grâce à des infrastructures. Il a été initié par des chefs d'État de pays africains : Abdelaziz Bouteflika (Algérie), Thabo Mbeki (Afrique du Sud), Olusegun Obasanjo (Nigéria) et Abdoulaye Wade (Sénégal).

## Historique

### Origine
Le NEPAD provient de la fusion de deux autres plans proposés pour l'Afrique : le Plan Oméga et le Millenium African Plan ou Plan MAP. Les plans Oméga et MAP apparaissent au cours de l'année 2000 afin de pallier le retard immense de l'Afrique en matière de développement sur la scène internationale. À l'époque, l'Afrique est en effet le seul continent dont le développement et la présence internationale régressent.

### Initiatives précédentes

#### Leplan Oméga
En janvier 2001, le président sénégalais Abdoulaye Wade propose au sommet France-Afrique de Yaoundé, le Plan Oméga. Celui-ci vise à « résorber l'écart entre pays développés et pays sous-développés par des investissements massifs d'origine externe, coordonnés à l'échelle continentale, pour poser les bases du développement du continent africain »[réf. souhaitée].

#### Leplan MAP
De leurs côtés, le président algérien Abdelaziz Bouteflika, le président nigérian Olusegun Obasanjo et le président d'Afrique du Sud Thabo Mbeki proposent le plan MAP, qui tente principalement d'incorporer l'Afrique au sein des actions mondiales.

### Fusion sous la tutelle de l'UA
C'est en juillet 2001, au sommet des chefs d'État de Lusaka, que les deux plans, Oméga et MAP, fusionnent sous le nom de NEPAD.
Le NEPAD n'est pas une institution complètement autonome. C'est avant tout un projet sous la tutelle de l'Union africaine. Il est l'un de ses programmes.
En 2018, le NEPAD change de nom et devient l'Agence de développement de l'UA.

## Missions
L'ultime but du NEPAD est de combler le fossé séparant l'Afrique du reste du monde. Depuis sa création, la place du NEPAD au sein de l'Union africaine est sujette à controverse : le projet ne fait initialement pas partie du programme de l'Union africaine. De plus, l'Afrique du Sud y joue un rôle démesuré[réf. nécessaire] (le Secrétariat du Nepad est établi à Midrand). 
Cependant, les derniers sommets de l'Union africaine aboutissent à une plus grande intégration du projet NEPAD : en mars 2007, le sommet d'Algérie permet la fusion du NEPAD à l'UA. En 2008 au Sénégal, les présidents des cinq principaux États membres du NEPAD se réunissent (le Sud-Africain Mbeki, le Sénégalais Wade, l'Algérien Bouteflika, l'Égyptien Moubarak et le Nigérian Yar'Adua) afin de préparer le rapport sur les progrès du NEPAD à présenter au prochain sommet de l'UA.